# 赤レンガ闘争
赤レンガ闘争（あかレンガとうそう）とは、安田講堂封鎖が解除された1969年9月から始まった、森山公夫らが中心となった東京大学精神科医師連合（精医連）による東大病院精神病棟占拠事件。この病棟のある建物の外観からこの通称がついた。

## 概要
精医連は3階建ての赤レンガ（通称）病棟の1階と2階の一部、計55室を占拠し、対立する台弘を筆頭とする東大当局側の医師たちは「外来派」と呼ばれた。さらに、精医連は「自主管理」と称して自分たち以外の医師、看護婦らが病棟に入ることも拒否し、排除した。台弘は、病棟責任者として、ストレスに過敏な患者に配慮して、警察力を導入しなかった。また、精医連メンバーの留学に際して、自主管理を離れるのでなければ、許可を与えなかった。
これにより東大精神病棟は精医連派と外来派とに分裂し、1996年まで解決しなかった。

## 経緯
- 1972年、赤レンガ自主管理会議が発足、20年以上にわたる自主管理体制が始まる。
- 1977年、精神病棟に入院していた患者の死亡事件が起こったことから、サンケイ新聞の記者たちがこの問題に注目し、報道キャンペーンを張った[5]。
- 1978年、国会も動き、超党派的な視察団が、病棟を訪れた[6]。
- 1980年までに、森山ら精医連派が助手に就任したことを受けて自主管理が一部解除された。
- 1990年、森山公男退職。
- 1994年、精神病棟の診察統合開始。これにより精医連は活動を停止。
- 1996年、教室の組織統合が完了し、これにより自主管理体制は終結。